# Kolej Lokalna Delatyn-Kołomyja-Stefanówka
Kolej Lokalna Delatyn-Kołomyja-Stefanówka (niem. Localbahn Delatyn-Kołomyja-Stefanówka, LDKS) – kolej lokalna wybudowana w latach 1898–1899, w granicach Cesarstwa Austriackiego, o łącznej długości 112,62 km. Kolej składała się z jednego odcinka otwartego 18 listopada 1899.
Koncesję na budowę kolei Delatyn – Kołomyja – Stefanówka, 25 kwietnia 1898 otrzymał: Wydział Krajowy Królestwa Galicji i Lodomerii z Wielkim Księstwem Krakowskim. Właścicielem kolei było „Towarzystwo Akcyjne Kolei Lokalnej Delatyn-Kołomyja-Stefanówka”. Ogólna długość linii kolei do wybuchu I wojny światowej nie ulegała żadnym zmianom i wynosiła 112,62 km.
W początkowym okresie funkcjonowania (1899) kolej dysponowała taborem, na który składało się: 6 lokomotyw, 14 wagonów osobowych i 46 towarowych. Cztery lata później liczbę wagonów towarowych zwiększono o 10, a w 1910 ich stan wzrósł o kolejne 16 (łącznie eksploatowano wówczas 72 wagony towarowe). Do wybuchu I wojny światowej stan taboru kolei Delatyn – Kołomyja – Stefanówka nie uległ już żadnym zmianom.
W pierwszym, pełnym roku funkcjonowania (1900), z usług kolei lokalnej skorzystało 82 tys. pasażerów. Rok później przewozy pasażerów wzrosły do 189 tys. osób. W 1908 r. liczba pasażerów, po raz pierwszy, przekroczyła 200 tys. rocznie (208,2 tys.). W latach 1911–1913 kolejami podróżowało rocznie odpowiednio: 210, 233 i 226 tys. pasażerów. Podróżni mogli korzystać z wagonów o zróżnicowanym standardzie, stosownie do ich możliwości finansowych. Najzamożniejsi klienci kolei korzystali z wagonów 1 klasy, dla najbiedniejszych pozostawały wagony 3 klasy. W latach 1899–1913, w najlepszych warunkach podróżowało zaledwie 0,01–0,14% pasażerów. Z przejazdu w 2 klasie korzystało zwykle 1,2–4,0% podróżnych. Największą popularnością cieszyła się wśród pasażerów 3 klasa – wagonami tej klasy podróżowało 86–96% klientów. Pozostałe 2,6–10,4% klientów stanowiły osoby podróżujące według taryfy wojskowej. Kolej Lokalna Delatyn – Kołomyja – Stefanówka w ogóle nie eksploatowała wagonów pasażerskich 4 klasy.
W 1900 kolej przewiozła tylko 24,3 tys. t ładunków. Kolejne lata przyniosły dynamiczny wzrost przewozów towarowych: z 66 tys. t (1902) do 97 tys. t (1906) i 135 tys. t (1912). Rok później łączna masa ładunków ponownie wyniosła 129 tys. t.